# Nueva Madrid
Nueva Madrid (New Madrid, en inglés) es una ciudad ubicada en el condado de Nueva Madrid en el estado estadounidense de Misuri. En el Censo de 2010 tenía una población de 3116 habitantes y una densidad poblacional de 265,58 habitantes por km². Es conocida porque en esta zona se encuentra la Falla de Nueva Madrid; la zona sísmica más activa del este de los Estados Unidos.

## Historia

Nueva Madrid, Misuri, 1854

Nuevo Madrid se fundó en época de la Luisiana española sobre el puesto de comercio de pieles L’Anse à la Graise de 1783 propiciado por el notable comerciante francés Gabriel Cerré de San Luis. En 1789 el gobernador de Luisiana Esteban Rodríguez Miró encomendó al empresario estadounidense George Morgan el establecimiento de 2.000 colonos procedentes de EE. UU., quienes adquirieron la nacionalidad española y se dedicaron a la agricultura y ganadería. Morgan, sin embargo, regresó a Pittsburgh ante la imposibilidad de obtener de España una concesión de terrenos de 60.000 kilómetros cuadrados para especular con su incorporación a EE. UU..El primer gobierno civil y militar de Nuevo Madrid recayó sobre Pierre Foucher.
En 1803, España le cedió de nuevo los territorios de la Lusiana a Francia mediante la firma del tercer tratado de San Ildefonso, por lo que Nueva Madrid pasó a estar bajo soberanía francés. Napoleón cedió a su vez el territorio a los Estados Unidos, haciéndose cargo de la población el 10 de marzo de 1804. Se tiene constancia de que numerosos tramperos usaran este pueblo como base para hacer envíos de pieles y carne por el río Misisipí hasta Nueva Orleans, al estar el puerto de San Luis mucho más cotizado. El español Manuel Lisa fue uno de los más reconocidos. 
Entre diciembre de 1811 y febrero de 1812, una serie de terremotos de gran magnitud devastaron la zona, que desde entonces pasó a ser reconocida como un área de gran actividad sísmica. Los seísmos acabaron con la práctica totalidad de los edificios de la época española, por lo que el pueblo fue reconstruido de nuevo.
El área, al ser fértil para el cultivo de algodón, se llenó pronto de plantaciones. Muchos esclavos afroamericanos (posteriormente trabajadores afroamericanos) trabajaron en sus tierras, dando lugar a numerosos conflictos raciales, siendo el más notable el acontecido en 1902, que acabó con el ahorcamiento público de sus impulsores.
A la llegada del siglo XX, la ciudad tenía varios molinos, una fábrica de algodón, la sede de una importante congregación afroamericana y una iglesia católica. En la década de 1920, la población superó los 2.000 habitantes. 
Su población era de más de 3.000 habitantes en el censo de 2010, siendo además la capital y ciudad más poblada de su condado.

## Geografía
Nueva Madrid se encuentra ubicada en las coordenadas 36°35′8″N 89°33′10″O / 36.58556, -89.55278. Un meandro pronunciado del curso medio del río Misisipí delimita su territorio. Según la Oficina del Censo de los Estados Unidos, Nueva Madrid tiene una superficie total de 11,73 km², de la cual 11,64 km² corresponden a tierra firme y (0,82%) 0,1 km² es agua.

## Demografía
Según el censo de 2010, había 3116 personas residiendo en Nueva Madrid. La densidad de población era de 265,58 hab./km². De los 3116 habitantes, Nueva Madrid estaba compuesto por el 72,3% blancos, el 25,55% eran afroamericanos, el 0,22% eran amerindios, el 0,26% eran asiáticos,  el 0,13% eran de otras etnias y el 1,54% pertenecían a dos o más razas. Del total de la población el 0,8% eran hispanos o latinos de cualquier raza.